# Eulophia herbacea
Eulophia herbacea är en orkidéart som beskrevs av John Lindley. Eulophia herbacea ingår i släktet Eulophia och familjen orkidéer. Inga underarter finns listade i Catalogue of Life.